# Frank Calder
Frank Calder, britanski hokejski funkcionar, novinar in atlet s škotskimi koreninami, * 17. november 1877, Bristol, Združeno kraljestvo , † 4. februar 1943, Montreal, Quebec, Kanada.
Calder je najbolj znan po tem, da je služil kot zadnji predsednik profesionalne lige v hokeju na ledu National Hockey Association (NHA) in kot prvi predsednik njene naslednice National Hockey League (NHL) od 1917 do 1943. Igral je ključno vlogo pri prehodu od NHA k NHL, s čimer je izključil enega lastnikov franšize NHA. Predsedoval je med širitvijo lige v ZDA in obranil nasprotnike ter tako pripeljal NHL na raven prvorazredne hokejske lige. 

## Življenje
Frank Calder se je 17. novembra 1877 rodil škotskim staršem v Bristolu, Anglija. V svoji mladosti je sodeloval pri mnogo različnih športih, med drugim ragbi, rokomet, golf in nogomet. Kot mladi mož je prebegnil v Kanado in se zaposlil kot učitelj na zasebni šoli. Preden je zapustil Združeno kraljestvo, se je z metom kovanca odločil, ali naj prebegne v Kanado ali ZDA.  Poročil se je s sodelavko učiteljico Amelio Cole, imela sta tri hčerke in enega sina. 

### Zgodnja kariera
Calder je delal kot športni urednik časopisa Montreal Witness. Od tam je preskočil k Montreal Heraldu in Daily Telegraphu. Zatem je mesto športnega urednika prepustil Elmerju Fergusonu in se preselil na mesto finančnega urednika, ki je takrat pokrival največje kanadsko tržišče, borzo v Montrealu. Prav tako je naprej spremljal športe, ustanovil je šolo rugby league v Montrealu in delal kot sekretar nogometne lige. 
15. novembra 1914 je bil imenovan za sekretarja-blagajnika hokejske lige National Hockey Association. To funkcijo je opravljal do 1916, ko je Frank Robinson odstopil z mesta predsednika NHA. 

### Ustanovitev NHL
Leta 1917 so se lastniki NHA-ja odločili iz lige izločiti moštvo Toronto Blueshirts Eddieja Livingstona in so se polastili njegovih igralcev. Predsednik NHA Frank Robinson je ugotovil, da je ravno tako nemočen kot njegov predhodnik Emmett Quinn, ter s položaja odstopil. Njegov odstop je obenem pomenil veliko priložnost za Calderja kot sekretarja lige. Odločil se je, da so lastniki NHA, združeni proti Eddieju Livingstonu, potrebovali nekoga, ki bi jih zastopal, in Calder je - vsaj zavoljo njegove priročnosti - postal novi predsednik NHA. Organiziral je srečanja med lastniki NHA-ja, kjer bi se našlo način, kako izriniti Livingstona. Tako so se odločili ustanoviti novo ligo, imenovano National Hockey League, ki bi sprva nadomestila NHA, in se potem, ko bi Livingstone izstopil iz NHA, zopet stopila z NHA. Calderja so izvolili za predsednika novoustanovljene lige, ustvarjene 26. novembra 1917. Ker je Livingstone še naprej trdno zagovarjal svoje stališče, so lastniki ugotovili, da je nemogoče spet oživiti NHA. 

#### Predsedovanje
Calder je svojo predsedniško moč vihtel s tako avtoriteto, da ni bilo priporočljivo spreti se z njim.  Če je ukazal, da naj se Quebec Bulldogsi preselijo v Hamilton, kot se je zgodilo leta 1920, si ni nihče upal kljubovati mu. Dober primer njegove avtoritete je bil, ko so Hamilton Tigersi leta 1925 začeli s stavko. Namesto, da bi se z igralci pogovoril, jih je suspendiral in vsakemu naložil kazen 200 US$. 
Calder je bil nepopustljiv pri tem, da ni omejeval manjšinam vstop v NHL. Med sezono 1927/28 je slišal za vsečrsnko moštvo Boston Black Panthers in komentiral: "Profesionalni hokej nima pravil proti barvnim igralcem, niti ni verjetno, da bo do takih pravil kdaj prišlo," kar je bila navada v bejzbolu.
V celotnem mandatu so izvedli le en poizkus odstavitve Calderja s položaja. To je bilo v sezoni 1932/33, ko je lastnik Chicago Black Hawksov Frederic McLaughlin v obtok sveta guvernerjev lige poslal pismo, da bi ga odstranil. Svet je njegovo akcijo zavrnil. 
Začenši s sezono 1932/33 je Calder imenoval najboljšega novinca lige. Od sezone 1936/37, ko je prepričal ligaški svet guvernerjev v nakup pokala za najboljšega novinca, je pokal podeljeval do sezone 1941/42. Po njegovi smrti so pokal v njegov spomin za stalno preimenovali v Calder Memorial Trophy. 
Calder je v sezoni 1937/38 prejel prejel srebrni red zaslug za njegovih 20 let predsedovanja ligi in liga je svojo hvaležnost razširila. 

### Smrt
Calder je predsedoval srečanju ligaškega sveta guvernerjev 25. januarja 1943, ko je utrpel srčni napad, ki mu je sledil nov napad v bolnišnici v Torontu. 3. februarja se je že počutil dovolj močnega, da bi odpotoval v Montreal in se vrnil naslednji dan, po prihodu se je javil v splošno bolnišnico v Montrealu. Tam je utrpel usodni srčni napad, ki je zjutraj terjal njegovo življenje. Zaradi bližine so ga pokopali na pokopališču Mount Royal Cemetery v Montrealu.

## Zapuščina
Calder je bil sprejet v hokejski hram slavnih leta 1947 kot graditelj. Dva pokala v profesionalnem hokeju se imenujeta po njem - NHL-ov Calder Memorial Trophy za najboljše NHL novince in Calder Cup, ki se podeljuje prvaku lige AHL. Calder je razvil idejo o pokalu za najboljšega novinca leta in NHL se je odločila, da nadaljuje s to navado tudi po njegovi smrti, ko so pokal tudi preimenovali iz Calder Trophy v Calder Memorial Trophy.